# Американо-корейский договор (1882)
Договор о мире, дружбе, торговле и навигации (англ. Treaty of Peace, Amity, Commerce and Navigation, кор. 조·미수호통상조약, 朝美修好通商條約), также известный как Договор Шуфелдта (англ. Shufeldt Treaty) — международный договор, заключённый 22 мая 1882 года между США и государством Чосон в городе Чемульпо. Составлен на двух языках — китайском и английском. Со стороны США подписан американским посланником в Корее коммодором Робертом Уилсоном Шуфельдтом (англ. Robert Wilson Shufeldt), со стороны Кореи — председателем Королевского кабинета (правительства) Шин Ченом (англ. Shin Chen, кор. 신헌) и министром двора Чин Хон Чи (англ. Chin Hong-Chi).

## Предыстория
Чосон был исключительно закрытым государством, находившимся под протекторатом Китая. Даже после открытия Китая в результате опиумных войн корейские власти не допускали в страну иностранцев, убивали проникающих миссионеров, а потерпевших кораблекрушение встречали вежливо, но незамедлительно выдворяли из страны. Американцы неоднократно пытались вступить с корейскими властями в переговоры, но те неизменно отказывались от них. В 1866—1867 годах американцы высадили в Корее два десанта, но оба были отбиты. В 1871 году в Корею прибыла целая американская эскадра из 6 кораблей, которая смогла взять и разграбить крепость Квансондин, но соглашения опять достичь не удалось. Однако ситуация изменилась после заключения японо-корейского договора 1876 года, первого неравноправного договора, навязанным Корее державами в последней трети XIX века. Через японского консула в Пусане в 1880 году Р. У. Шуфелдт попытался передать письмо корейскому вану, но ему отказали. Американские власти обратились за помощью к Китаю, который был заинтересован в том, чтобы создать в Корее противовес усиливающемуся японскому влиянию. В январе 1881 году Ли Хунчжан получил решение корейского вана Кочжона о желании установить дипломатические отношения с США.

## Заключение договора
На переговорах в Тяньцзине было предложено два проекта договора: китайский и американский. Корейский проект даже не рассматривался. Затруднения вызвал вопрос о международно-правовом статусе Кореи, так как Ли Хунчжан настаивал на том, чтобы в договор включили упоминание о вассальной зависимости Чосон от Китая, а Шуфелдт был против этого, так как в Японо-корейском договоре 1876 года подобного упоминания не было. В конечном счете в договоре статус Кореи не был определен. Согласованный проект договора был отправлен в Корею, где местные власти включили в него пункт о запрете экспорта зерна из Кореи в голодные годы. Хотя договор был заключен 22 мая 1882 года, обмен ратификациями состоялся только через год — 19 мая 1883 года в Инчхоне.

## Условия договора
Согласно условиям договора, для торговли с США открывались порты Пусан, Чемульпо и Вонсан. США получили права наиболее благоприятствуемой нации. Также договор устанавливал для США ограничение импортных пошлин в размере 10 — 30 % от стоимости товара, право консульской юрисдикции для граждан США, предоставлял американцам право арендовать в Корее земли, строить дома, основывать предприятия в открытых портах. Некоторые условия договора были выгодны для Кореи — запрет на ввоз опиума, полный запрет на вывоз риса и злаков через Инчхон, а также туманное обещание, что в случае несправедливых действий со стороны третьей державы" в отношении одной из сторон соглашения другая сторона окажет «добрые услуги».

## Прекращение действия договора
Действие договора прекратилось в 1905 году, после установления японского протектората над Кореей.